# Каллиомяки, Антти
Антти Тапани Каллиомяки (фин. Antti Tapani Kalliomäki; род. 8 января 1947, Сийкайнен, Турку-Пори) — финский легкоатлет и политик.
В 1966—1984 годах выступал в прыжках с шестом за сборную Финляндии по лёгкой атлетике, обладатель серебряной медали летних Олимпийских игр в Монреале, серебряный призёр чемпионата Европы, чемпион Европы в помещении, победитель Кубка Европы, многократный победитель и призёр первенств национального значения, бывший рекордсмен страны.
После завершения спортивной карьеры проявил себя как государственный деятель, в течение многих лет депутат эдускунты от Социал-демократической партии, министр торговли и промышленности (1995—1999), министр финансов (2003—2005), министр образования (2005—2007).

## Биография
Антти Каллиомяки родился 8 января 1947 года в общине Сийкайнен провинции Сатакунта. С юных лет увлекался спортом, занимался лёгкой атлетикой во время службы в вооружённых силах, изучал физическую культуру в Хельсинкском университете.

### Спортивная карьера
Впервые заявил о себе в прыжках с шестом на международном уровне в сезоне 1966 года, когда вошёл в состав финской национальной сборной и выступил на Европейских юниорских легкоатлетических играх в Одессе, где с результатом 4,60 превзошёл всех соперников и завоевал золотую медаль.
Начиная с 1971 года представлял Финляндию на взрослых соревнованиях, в частности стал пятым на чемпионате Европы в помещении в Софии и девятым на домашнем чемпионате Европы в Хельсинки.
В 1972 году взял бронзу на чемпионате Европы в помещении в Гренобле. Благодаря череде удачных выступлений удостоился права защищать честь страны на летних Олимпийских играх в Мюнхене — финал начал с высоты 5,20 метра, но провалил все три попытки.
В 1973 году закрыл десятку сильнейших на чемпионате Европы в помещении в Роттердаме, тогда как на Кубке Европы в Эдинбурге разделил первое место с советским прыгуном Юрием Исаковым.
В 1974 году получил серебро на чемпионате Европы в помещении в Гётеборге, стал четвёртым на чемпионате Европы в Риме.
В 1975 году одержал победу на чемпионате Европы в помещении в Катовице, занял второе место на Кубке Европы в Ницце.
На чемпионате Европы в помещении 1976 года в Мюнхене стал серебряным призёром. На Олимпийских играх в Монреале в финале показал результат 5,50 метра и завоевал серебряную олимпийскую награду, уступив только поляку Тадеушу Слюсарскому.
В 1977 году выиграл серебряную медаль на чемпионате Европы в помещении в Сан-Себастьяне, был вторым на Кубке Европы в Хельсинки.
На чемпионате Европы 1978 года в Праге так же стал серебряным призёром.
В 1979 году среди прочего взял бронзу на VII летней Спартакиаде народов СССР в Москве.
В 1980 году занял шестое место на чемпионате Европы в помещении в Зиндельфингене, в то время как на домашнем турнире в Раахе установил свой личный рекорд на открытом стадионе — 5,66 метра. Принимал участие в Олимпийских играх в Москве — начал предварительный квалификационный этап с высоты 5,35 метра, но не взял её и в финал не вышел.
На чемпионате Европы 1982 года в Афинах так же не смог преодолеть отборочный этап.
Завершил спортивную карьеру по окончании сезона 1984 года.

### Политическая карьера
Покинув лёгкую атлетику, Каллиомяки сразу же занялся политической деятельностью и вошёл в городской совет Вантаа, где находился более 25 лет (позднее также являлся муниципальным советником общины Нурмиярви). В 1991—1995 и 1999—2003 годах занимал должность председателя парламентской группы Социал-демократической партии Финляндии. В 1995—1999 годах находился на посту министра торговли и промышленности Финляндии, в 2003—2005 годах — министр финансов, в 2005—2007 годах — министр образования. Заместитель премьер-министра в кабинетах Яаттеэнмяки и Ванханена. Вплоть до выхода на пенсию в 2011 году — неизменно член парламента Финляндии.